# Маяк Садлбек-Ледж
Маяк Садлбек-Ледж (англ. Saddleback Ledge Light) — маяк, расположенный на небольшом скалистом острове Садлбек-Ледж между островами Вайналхейвен и Хо, округ Нокс, штат Мэн, США. Построен в 1839 году. Автоматизирован в 1954 году.

## История
Пролив между островами Вайналхейвен и Хо изобилует небольшими скалистыми островками, и в марте 1837 года Конгресс США выделил 5000$ на строительство маяка, чтобы сделать судоходство в этом районе более безопасным. В качестве места для маяка был выбран небольшой скалистый остров Садлбек-Ледж, расположенный в центре пролива. Строительство началось в 1838 году по проекту архитектора Александра Парриса, к концу 1839 года маяк был построен, а в январе 1840 — введён в эксплуатацию. Он представлял собой гранитную коническую башню высотой 12,5 метров, на вершине которой было восьмиугольное помещение маяка, окружённое железной палубой и перилами. Сбоку к башне примыкал деревянный дом смотрителя. Стоимость строительства оказалась втрое больше запланированной (15 000 $), однако, учитывая качество постройки, эта сумма была признана экономически обоснованной. В 1855 году масляные лампы на маяке заменили на линзу Френеля. Маяк был автоматизирован Береговой охраной США в 1954 году.
В 1988 году он был включён в Национальный реестр исторических мест.

## Фотографии
- Маяк в 1933 году